# Andreas Hedio
Andreas Hedio (auch: Hedion; * 16. Juli 1640 in Königsberg (Preußen); † 11. Juli 1703 ebenda) war ein deutscher Philosoph und Bibliothekar.

## Leben
Andreas Hedio, der Sohn des Löbenichter Brauherrn Abraham Hedio und dessen Frau Dorothea, Tochter des kurfürstlichen Bäckermeisters Erhard Kretschmer, hatte in seinen ersten Lebensjahren die Schule in Löbenicht besucht. 1657 immatrikulierte er sich an der Universität Königsberg. Seine Studien setzte er an der Universität Jena fort, wo er 1663 den akademischen Grad eines Magisters der Philosophie erwarb. 1667 wurde er Professor für Logik und Metaphysik an der Universität Königsberg, 1669 Oberinspektor der Alumnen und 1694 Bibliothekar der Königsberger Universitätsbibliothek im Schloss.
Nebenbei hatte er auch Vorlesungen zu der neuen Wissenschaft der Physik gehalten. Er hatte selbst eine umfangreiche private Büchersammlung aufgebaut sowie mathematische Instrumente, Naturalien und Münzen gesammelt. Seine Büchersammlung wurde verkauft und die restlichen Sammlungen der Universität zugeführt. Zudem hatte er sich an den organisatorischen Aufgaben der Königsberger Hochschule beteiligt und war im Sommersemester 1684, 1692 sowie 1700 Rektor der Alma Mater.

## Familie
Hedio war zwei Mal verheiratet.
Seine erste Ehe schloss er am 10. Februar 1671 mit Dorothea (* 27. Juni 1630; † 15. Februar 1693), Tochter des Erzpriesters in Lyck Christian Petri und dessen aus Löbenicht stammenden Frau Elisabeth Schultz.
Seine zweite Ehe ging er am 27. Februar 1696 mit Dorothea Louise, Tochter des Kneiphofer Pfarrers Jakob Sahme, ein.
Aus beiden Ehen stammen Kinder.
Von diesen kennt man aus erster Ehe Andreas Hedio (* 30. April 1673; † 24. Mai 1701) unverh. Jur. und aus zweiter Ehe
- Sohn NN. Hedio (Lebte 1703)
- Sohn NN. Hedio (Lebte 1703)

## Werke
- Organo Aristoteleum, ad veram Aristotelis et Graecorum mentem et methodum ex optimis interpretatibus vetustioribus ac recentioribus concinnatum. 2 Bände. Königsberg 1686.
- Disp. de causis corrutae philosophiae
- Disp. De theologia Aristotelis
- Disp. De naturali desiderio sciendi
- Disp. De vacuo
- Disp. De differentia scientiae et prudentiae
- Disp. De felicitate civili
- Disp. De asylis
- Disp. De questione: an detur divination per fomnum